# Musculus levatoris costarum bervis

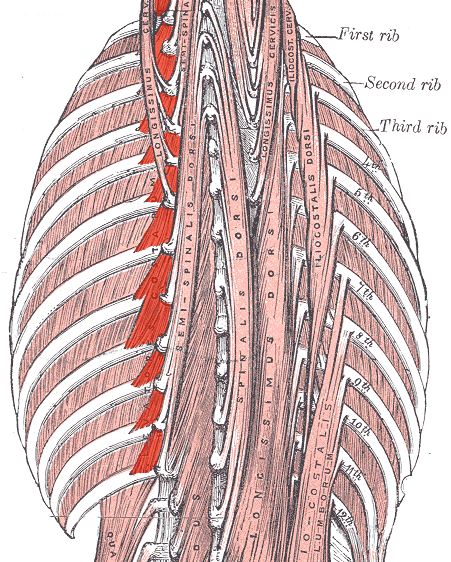
A hát mély izmai (A vörös színnel jelölt apró izmok a levatoris costarum bervis)

A musculus levatoris costarum bervis néhány apró izom a csigolyák és a bordák között.

## Eredés, tapadás, elhelyezkedés
A csigolyák processus transversus vertebrae-ről erednek és a bordák a csigolyához való illeszkedésénél a felső felszínen tapadnak.

## Funkció
A bordák emelése.

## Beidegzés
A ramus posterior nervi spinalis idegzi be.

## Külső hivatkozások
- Kép, leírás
- Leírás